# Pethőhenye
Pethőhenye község Zala vármegyében, a Zalaegerszegi járásban.

## Fekvése
Az egymást sűrűn követő kanyarvételeitől eltekintve itt nagyjából nyugat-keleti irányt követő Zala jobb (déli) partján fekszik, a Szévíz-patak völgyének északi részén (a patak a keleti határszéle közelében torkollik bele a Zalába).
A legközelebbi város a megyeszékhely, Zalaegerszeg, melynek északkeleti szomszédságában helyezkedik el. A további, közvetlenül határos települések: észak felől Alibánfa, kelet felől Nemesapáti, délkelet felől Alsónemesapáti, északnyugat felől pedig Zalaszentiván.

### Megközelítése
Területén áthalad a Szévíz észak-déli irányú völgyében, Alsónemesapáti és Alibánfa között húzódó 7354-es út, de az csak a község keleti szélét érinti; főutcája a 7364-es számozást viseli: ez az előbbi útból indul és Zalaszentivánig tart. Déli határszélét egy rövid szakaszon érinti a 76-os főút is.
Korábban a Szombathely–Nagykanizsa-vasútvonal a település lakott területének északi szélén húzódott, de Zala-hídját 1945-ben a visszavonuló németek felrobbantották. A hidat ugyan 1949-ben ideiglenes jelleggel újra használhatóvá tették a vasúti forgalom számára is, de a későbbiekben a MÁV úgy döntött, hogy nem építi vissza vasúti hídként az elpusztult hidat, hanem nyomvonal-korrekcióval 1967-1968 között új, keletebbi nyomvonalra terelték a vasutat (a zalaszentiváni állomás irányába), így az azóta elkerüli Pethőhenyét.

## Története
Pethőhenye 1943-ban keletkezett Petőhenye (e név eltér a maitól) és Ördöghenye egyesítésével.
2008 nyarán helyi népszavazást tartottak Pethőhenyén, ahol a lakosság ellenezte, hogy a község Zalaegerszeghez csatlakozzon, de a következő évben érvényes, eredményes népszavazáson döntöttek Cserlap, Hosszúhegy és Kápolnahegy lakott területrészek átadásáról Zalaegerszegnek.

## Közélete

### Polgármesterei
- 1990–1994: László József (független)[7]
- 1994–1998: Bencze Zoltán (Munkáspárt)[8]
- 1998–2001: Bencze Zoltán (Munkáspárt)[9]
- 2002–2002: Deák István György (független)[10][11]
- 2002–2004: Deák István György (független)[12]
- 2004–2006: Deák István György (független)[13]
- 2006–2010: Deák István György (független)[14]
- 2010–2014: Deák István György (független)[15]
- 2014–2019: Deák István György (független)[16]
- 2019–2024: Deák István György (független)[17]
- 2024– : Deák István György (független)[1]

A településen 2002. március 10-én időközi polgármester-választást tartottak, az előző polgármester halála miatt.
A következő önkormányzati ciklus félidejéhez közeledve, 2004. június 13-án ismét időközi polgármester-választást (és képviselő-testületi választást) kellett tartani Pethőhenyén, ezúttal azért, mert az addigi képviselő-testület néhány hónappal korábban feloszlatta magát. Az öt aspiráns között elindult a polgármesteri posztért az addigi faluvezető is, aki meg is nyerte a választást.

## Nevezetességei
Szent István római katolikus templom, amely 1999 és 2001 között épült Makovecz Imre tervei alapján.

## Népesség
A település népességének változása:
| Lakosok száma | 418  | 435  | 424  | 400  | 430  | 409  | 423  |
|               | 2013 | 2014 | 2015 | 2021 | 2022 | 2023 | 2024 |

A 2011-es népszámlálás idején a nemzetiségi megoszlás a következő volt: magyar 89,8%, cigány 6,9%, német 2,4%. A lakosok 68,7%-a római katolikusnak, 1,8% reformátusnak, 0,9% evangélikusnak, 16,5% felekezeten kívülinek vallotta magát (11,1% nem nyilatkozott).
2022-ben a lakosság 85,8%-a vallotta magát magyarnak, 5,3% ukránnak, 1,2% németnek, 0,7% cigánynak, 0,2% szerbnek, 2,1% egyéb, nem hazai nemzetiségűnek (11,9% nem nyilatkozott; a kettős identitások miatt a végösszeg nagyobb lehet 100%-nál). Vallásuk szerint 34,7% volt római katolikus, 4,4% református, 4% görög katolikus, 0,9% evangélikus, 1,2% egyéb keresztény, 10,9% felekezeten kívüli (43,7% nem válaszolt).